# Lotta & der Ernst des Lebens
Lotta & der Ernst des Lebens ist ein deutscher Fernsehfilm von Florian Gärtner aus dem Jahr 2017. Es handelt sich um die sechste Episode der ZDF-Filmreihe Lotta mit Josefine Preuß in der Titelrolle. Die Fernsehreihe basiert auf dem Buch Die letzten Dinge von Annegret Held.

## Handlung
Lotta zieht als fertig studierte Ärztin mit ihrer kleinen Tochter nach Berlin. Sie bestellt zur Einweihungs-Party Essen auf einem Restaurant-Schiff und lernt dort den Koch Junis kennen. Nachdem keiner auf der Party erscheint fängt der Frust an. In der Schule gibt es Probleme, da dort offensichtlich Diebstähle begangen werden. Da Lotta eine Affäre mit Juris beginnt, bemerkt sie auf dem Schiff, dass sein Sohn Moritz Gegenstände aus der Schule gehortet hat. Sie drängt die beiden Kinder, die Objekte zurückzugeben und sich zu entschuldigen. Die Kinder flüchten später zu einem Steinkopf, der Wünsche erfüllen soll. Ihr großer Wunsch sei demnach, sie würden gerne Geschwister sein.
In der Arztpraxis fällt Lotta der depressive U-Bahnfahrer Pawlowski auf. Nachdem dieser sich nicht bei seiner Psychologin gemeldet hatte versucht Lotte ihn ausfindig zu machen. Sie entdeckt ihn in seiner Wohnung am Boden liegen und kann so seinen Tod verhindern. Dieser bedankt sich überschwänglich und findet sich zusammen mit Lotta auf dem Restaurant-Schiff ein, wo Lottas Mitbewohnerin Mona ein Konzert gibt.

## Hintergrund
Lotta & der Ernst des Lebens wurde vom 5. Oktober 2016 bis zum 10. November 2016 an Schauplätzen in Berlin und Umgebung gedreht. Produziert wurde der Film von der Novafilm Fernsehproduktion.

## Kritik
Für die Kritiker der Fernsehzeitschrift TV Spielfilm war Lotta & der Ernst des Lebens ein „hinreißender Spaß mit ’ner kleinen Prise Ernst“. Der Charme, mit dem Josefine Preuß spielt, wurde besonders lobend erwähnt. Sie bewerteten den Film mit dem Daumen nach oben.